# Sztuka grzechu
Sztuka grzechu (isl. Tími nornarinnar) – powieść kryminalna islandzkiego pisarza Árniego Þórarinssona z 2005. Jest to czwarta książka, w której w roli głównego bohatera występuje dziennikarz śledczy Einar, a jednocześnie pierwsza powieść autora wydana w Polsce (2009).

## Treść

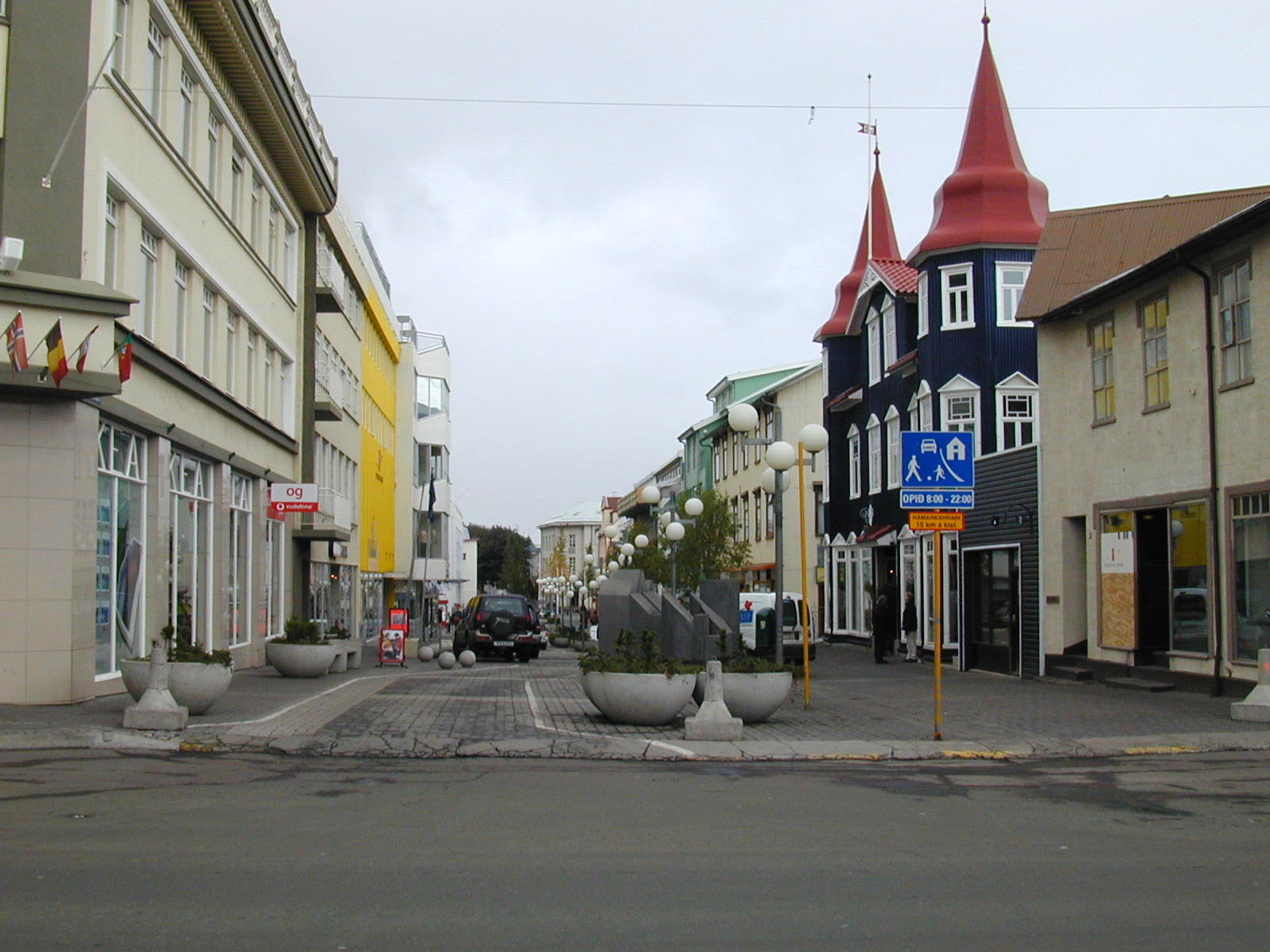
Centrum Akureyri - tutaj rozgrywa się akcja powieści

Powieść opowiada o śledztwie prowadzonym przez Einara na północy Islandii (przede wszystkim w miejscowościach Akureyri i Rydagerdi), podczas służbowego pobytu, mającego na celu otwarcie zamiejscowego biura Gazety Popołudniowej w Akureyri. Zagadkę stanowi morderstwo młodego i dobrze zapowiadającego się aktora Skarphedinna Valgardsonna i powiązane z nim wydarzenia (w tym inne morderstwa). Powieść nawiązuje do sztuki Galdra-Loftur Jóhanna Sigurjónssona, która była realizowana przez część z bohaterów książki w sali gimnastycznej prowincjonalnego liceum.
Książka, oprócz głównego wątku kryminalnego, podejmuje i opisuje szereg problemów związanych ze współczesnością Islandii: rabunkowa industrializacja i urbanizacja niektórych obszarów związana z utratą przez nie walorów przyrodniczych i turystycznych, wyludnianie obszarów słabo zamieszkałych, alkoholizm i przemoc wśród młodzieży, napięcia pomiędzy rdzennymi mieszkańcami Wyspy a imigrantami z innych części Europy, powszechna dostępność narkotyków oraz wynaturzenia obrotu finansowego.